# D・M・ディヴァイン
D・M・ディヴァイン（D.M. Devine）ことディヴィッド・マクドナルド・ディヴァイン（David McDonald Devine, 1920年5月31日 - 1980年）は、イギリスの推理作家。
代表作は『五番目のコード』『兄の殺人者』など。 スパイ小説が台頭する1960年代のミステリ界で本格ミステリーを書き続けた作家の一人である。

## 経歴
1920年、スコットランドのグリーノックに生まれる。
大学卒業後、セント・アンドリューズ大学に事務職員として勤務。
1961年、コリンズ社の Don's Detective Novel Competition に「兄の殺人者」で応募。応募資格に抵触するため受賞を逃すも評価は高く、コリンズ社から刊行される。『兄の殺人者』は、アガサ・クリスティーから「最後まで私が読んで楽しめた、極めて面白い犯罪小説」と絶賛された。
1968年以降はドミニック・ディヴァイン（Dominic Devine）名義で作品を発表。
1980年、死去。

## 作品リスト

### 長篇小説
- 『兄の殺人者』（My Brother's Killer (1961)、野中千恵子訳、現代教養文庫） 1994、のち創元推理文庫 2010
- 『そして医師も死す』（Doctors Also Die (1962)、山田蘭訳、創元推理文庫） 2015
- 『ロイストン事件』（The Royston Affair (1964)、 野中千恵子訳、現代教養文庫）1995
- 『こわされた少年』（His Own Appointed Day (1965)、野中千恵子訳、現代教養文庫）1996
- 『悪魔はすぐそこに』（Devil at Your Elbow (1966)、山田蘭訳、創元推理文庫）2007
- 『五番目のコード』（The Fifth Cord (1967)、野中千恵子訳、現代教養文庫） 1994、のち創元推理文庫 2011
- 『運命の証人』（The Sleeping Tiger (1968)、中村有希訳、創元推理文庫） 2021
- 『すり替えられた誘拐』（Death Is My Bridegroom (1969)、中村有希訳、創元推理文庫） 2023
- 『紙片は告発する』（Illegal Tender (1970)、中村有希訳、創元推理文庫） 2017
- 『災厄の紳士』（Dead Trouble (1971)、中村有希訳、創元推理文庫） 2009
- 『三本の緑の小壜』（Three Green Bottles (1972)、山田蘭訳、創元推理文庫） 2011
- 『跡形なく沈む』（Sunk Without Trace (1973)、中村有希訳、創元推理文庫） 2013
- 『ウォリス家の殺人』（This Is Your Death (1981)、中村有希訳、創元推理文庫） 2008

### 映画化
- 『新・殺しのテクニック / 次はお前だ!（英語版）』 Giornata nera per l'ariete  1971年のイタリア映画。フランコ・ネロ主演。原作は『五番目のコード』。